# Galium heldreichii
Galium heldreichii là một loài thực vật có hoa trong họ Thiến thảo. Loài này được Halácsy mô tả khoa học đầu tiên năm 1897.